# Jean-Baptiste Provana de Leyni
Pour les articles homonymes, voir Provana.
Jean-Baptiste Provana de Leyni (en italien Giovanni Battista Provana), mort à Verceil le septembre 1548, est un prélat du milieu du XVIe siècle, notamment évêque de Nice. Il est issu de la famille piémontaise de Provana (it).

## Biographie

### Origines
Jean-Baptiste Provana de Leyni est issu d'une famille d'ancienne noblesse piémontaise, les Provana (it), dont une branche s'est installée à Nice. Il est le fils de François Provana, co-seigneur de Leyni et Viù.

### Carrière religieuse
Jean-Baptiste Provana de Leyni commence sa carrière comme chanoine du chapitre de Turin et trésorier de la cathédrale,.
Il devient le grand aumônier du duc Charles III de Savoie,. Il est le précepteur, puis le conseiller de son fils et successeur Emmanuel-Philibert.
Après la mort d'Amedeo Berruti, il décline une proposition de nomination à l'évêché d'Aoste.

### Épiscopat
Il est nommé évêque de Nice, le 9 mai 1544, bien que son prédécesseur Girolamo Recanati Capodiferro, transféré à Saint-Jean-de-Maurienne ne résigne formellement son siège épiscopal qu'en 1548.
Il doit faire face aux contrecoups à l'assaut de la ville par les armées franco-turques lors du Siège de Nice. Dès 1545, avec quelques chanoines il abandonne le château pour s'établir dans la ville.
Il aurait commencé la restauration de l'abbatiale de Saint-Pons de Nice, endommagée par les turcs pendant les combats. Il intervient enfin dans le conflit entre les moines de l'abbaye de Lérins et leur nouvel abbé Honoré Martelli. 

### Mort et succession
Jean-Baptiste Provana de Leyni meurt dans le Piémont le 11 septembre 1548, à Verceil « capitale » des États de Savoie non occupés par les troupes françaises.